# Juan Imbert
Juan Martín Imbert (São Miguel de Tucumã, 31 de março de 1990) é um futebolista argentino que joga como atacante no Boca Juniors.

## Carreira
Imbert começou sua carreira nas divisões de base de um clube chamado Club Social y Deportivo La Florida da cidade de La Florida na província de Tucumã. Com o apoio de sua mãe Juan Martín foi tentar a sorte em Buenos Aires, onde causou uma boa impressão no Boca Juniors, foi assim que Ricardo Almada o levou para o Boca Juniors que firmou um contrato até 2013. Juan Martín Imbert vem de uma família de esportistas, suas irmãs jogam hóquei e seu pai joga rugby. Em 2010, após boas atuações pela equipe reserva, foi promovido ao elenco profissional pelo treinador Roberto Pompei. Em 6 de dezembro de 2010, Juan Martín ficou no banco pela primeira vez na partida válida pelo Campeonato Argentino (Apertura) contra o Quilmes.

## Estatísticas
Até 17 de abril de 2012.

### Clubes
| Clube             | Temporada         | Campeonato nacional | Campeonato nacional | Copa nacional[a] | Copa nacional[a] | Competições continentais[b] | Competições continentais[b] | Outros torneios[c] | Outros torneios[c] | Total | Total |
| Clube             | Temporada         | Jogos               | Gols                | Jogos            | Gols             | Jogos                       | Gols                        | Jogos              | Gols               | Jogos | Gols  |
| ----------------- | ----------------- | ------------------- | ------------------- | ---------------- | ---------------- | --------------------------- | --------------------------- | ------------------ | ------------------ | ----- | ----- |
| Boca Juniors      | 2010-11           | 0                   | 0                   | 0                | 0                | 0                           | 0                           | 0                  | 0                  | 0     | 0     |
| Boca Juniors      | 2011-12           | 0                   | 0                   | 0                | 0                | 0                           | 0                           | 0                  | 0                  | 0     | 0     |
| Boca Juniors      | Total             | 0                   | 0                   | 0                | 0                | 0                           | 0                           | 0                  | 0                  | 0     | 0     |
| Total na carreira | Total na carreira | 0                   | 0                   | 0                | 0                | 0                           | 0                           | 0                  | 0                  | 0     | 0     |

- a. ^ Jogos da Copa Argentina
- b. ^ Jogos da Copa Libertadores
- c. ^ Jogos do Jogo amistoso